# 赤江拉让
赤江拉让，位于西藏自治区拉萨市城关区，是一座古建筑大院，现为旅馆。

## 简介
“拉让”（又译“拉章”）意为“高僧邸所”。1959年之前，赤江拉让是赤江·罗桑意西活佛在拉萨的府邸。赤江·罗桑意西（1900年－1981年，“赤江”又译“墀江”）是格鲁派帕绷喀大师的弟子。前后几代甘丹赤巴、祈竹活佛、梭巴仁波切等，均是他的弟子或者再传弟子。
1959年，赤江活佛离开此处流亡印度后，该大院收归国有，产权单位为拉萨市电影公司。1980年代至1990年代，赤江拉让已经是个大杂院，居民很多。当时许多海内外信众纷纷来此瞻仰。2005年前后，赤江拉让被两位藏族人接手，翻修改建为旅馆，即“赤江拉让藏式宾馆”（Trichang Labrang Hotel）。天井中央摆放着过去赤江活佛使用的下马石。庭院为露天餐厅。赤江拉让是拉萨古建筑保护大院之一。